# ダテにガメついワケじゃねェ!
『ダテにガメついわけじゃねェ! 〜ダンジョンメーカー ガールズタイプ〜』は、オトメイトから2009年10月29日に発売されたニンテンドーDS用ダンジョンメイクRPG。

## システム
依頼を引き受けてダンジョンを作成し、そこにやってきた魔物を倒してアイテムを得るロールプレイングゲーム。
ある条件を満たすとボスが出現し、そのボスを倒すことでストーリーが進む。
このほかにも、登場人物たちとのイベントがあり、好感度の上げ方によってエンディングが変化する。

## あらすじ
傭兵だったヒューゴは、ダンジョンメーカーという職業が金になると聞き、3年間独学でその職業につくための勉強をし、旅を続けてきた。
ある町にたどり着いた彼は人語を喋る一匹のネズミに出会った。

## 登場人物
ヒューゴ
声 - 杉田智和
主人公。元傭兵のダンジョンメーカーで、金銭関係にはやかましい。だらしはないが芯はある。
ガシン
ヒューゴに懐いている犬型モンスター。物まねが得意だが、通常の鳴き声が定まっていない。
ガブリ・L
ヒューゴに懐いている犬型モンスター。耳の垂れたピンク色の犬のような姿をしている。補助魔法をこなし、人語を話すことができる。
ムネヨシ
声 - 下野紘
ヒューゴが出会った白いネズミの半獣。人間に変身することも可能。人間好きだが、なれなれしさゆえにヒューゴからうっとおしがられている。
ライナス
声 - 鳥海浩輔
建材店を営む赤毛の男性。ヒューゴ同様だらしがなく、衝突することもしばしば。
リム
声 - 藤田咲
ライナスの妹。明るいが、兄同様頑固なところがある。
サウル
声 - 杉山紀彰
薬屋の主人。
レディ・オフィーリア
声 - 下田麻美
白猫の半獣。サウルに拾われて以来、溺愛されている。オフィーリアと呼ばれるのが嫌い。リムとは親しい。
グレン
声 - 松本大
武器屋を営む、右目に眼帯をした屈強な老人。職人気質で礼儀に厳しい。子どもが好きだが、強面故怖がられている。ヒューゴを孫のような存在と見ており、ムネヨシとは顔見知りの関係にある。
若
声 - 野宮一範
武器屋の客である職業不詳の青年。
モニカ
声 - 勝生真沙子
レインバールを治める半獣の美女で、ヒューゴにダンジョン作成を依頼した張本人。また、ムネヨシとは面識がある仕事嫌いの遊び好き。
レイド
声 - 小田久史
モニカの執事である青年。気弱な性格もあって、モニカにいじられている。